# الحلالفة (السجع)
الحلالفة هو دُوَّار يقع بجماعة عين شقف، إقليم مولاي يعقوب، جهة فاس مكناس في المملكة المغربية. ينتمي الدوّار لمشيخة السجع التي تضم 21 دوار. يقدر عدد سكانه بـ 496 نسمة حسب الإحصاء الرسمي للسكان والسكنى لسنة 2004.

## روابط خارجية
- البوابة الوطنية للجماعات الترابية
- المندوبية السامية للتخطيط